# Yevgeniya Safronova
Yevgeniya Safronova (* 1977 in Dnipropetrowsk, Ukrainische SSR) ist eine ukrainische, international tätige Künstlerin.

## Leben
Yevgeniya Safronova studierte von 1999 bis 2006 Freie Kunst an der Kunstakademie Münster. 2001 erhielt sie ein Reisestipendium und ging nach Israel zur Bezalel Kunstakademie in Jerusalem. 2004 absolvierte sie ihren Abschluss als Meisterschülerin in der Klasse Ulrich Erben an der Kunstakademie Münster. 2007 erhielt sie einen Lehrauftrag für grenzüberschreitende künstlerische Verfahren an der Universität Duisburg-Essen. Seit 2015 ist Yevgeniya Safronova Professorin für Bildhauerei/Plastik an der Hochschule der bildenden Künste Essen.

## Werk
Yevgeniya Safronova beschäftigt sich u. a. mit grundsätzlichen Fragestellungen des Skulpturalen, wie dem Verhältnis des plastischen Volumens zum Raum, mit Oberfläche, Kontur, Wiederholung und Bewegung. Häufig weisen ihre Plastiken kristalline, waben- oder knotenartige Strukturen auf, andere erinnern an Schlingen oder Schlaufen. Die oftmals in Werkserien entwickelten Formen sind imaginär, enthalten jedoch Anklänge an die Natur oder vom Menschen Geschaffenes. In kleinerem Format werden sie in Gips oder Kunststoff ausgeführt, in größeren Dimensionen in Epoxidharz.

## Ausstellungen

### Einzelausstellungen (Auswahl)
- 2017: Knoten und Kristalle, Galerie Borchardt, Hamburg
- 2009: Raumskulpturen, Kunstverein Leverkusen
- 2006: Lichterfluss, Galerie der Stiftung DKM, Duisburg
- 2004: Regenhaus, Wewerka-Pavillon, Münster

### Gruppenausstellungen (Auswahl)
- 2016: Tannhäuser Tor Phase 2, Kunstverein Bellevue-Saal, Wiesbaden
- 2015: In Situ – Die Kunst mit der Architektur, Galerie Borchardt, Hamburg
- 2014: Reimund van Well, Yevgeniya Safronova, Heike Drewelow, Kunstverein Peschkenhaus Moers
- 2014: Duisburger Perspektiven, Museum DKM, Duisburg
- 2012: Schlosspark Stammheim Kunst 2012, Schlosspark Stammheim, Köln
- 2012: Kuboshow, Flottmann Hallen, Herne
- 2011: Große Kunstausstellung Halle (Saale) 2011, Kunsthalle Villa Kobe, Halle (Saale)
- 2007: Kunstpreis junger Westen 2007, Kunsthalle Recklinghausen
- 2005: Förderpreis der Kunstakademie Münster, Ausstellungshalle zeitgenössischer Kunst, Münster
- 2005: Forum 2005, Burg Vischering, Lüdinghausen
- 2004: Wanderpause, Peschkenhaus, Moers
- 2004: Produkt-Art, Tuchmacher-Museum, Bramsche

## Publikationen

### Kataloge
- Yevgeniya Safronova: Spaces, Hrsg. Galerie Borchardt; Kerber Verlag, Bielefeld 2017
- RuhrKunstSzene: Fünfzig Positionen, Zehn Museen, Eine Ausstellung. Hrsg. / Eds.: Ferdinand Ullrich, Sepp Hiekisch-Picard, Hans-Jürgen Schwalm im Auftrag der RuhrKunstMuseen; Kerber Verlag, Bielefeld 2014
- Kuboshow Kunstmesse: 101 junge Künstler, Herne
- Kunstpreis junger Westen: Plastik, Skulptur, Installation Hrsg. / Eds.: Ferdinand Ullrich und Hans-Jürgen Schwalm, Kunsthalle Recklinghausen 2007
- Wewerka Pavillon 2004/2005: Ausstellungsreihe der Kunstakademie Münster Hrsg. im Auftrag der Kunstakademie Münster Hochschule für Bildende Kunst 2005